# Stonehaugh
Stonehaugh è un paese della contea del Northumberland, in Inghilterra.